# Hyuk Lee

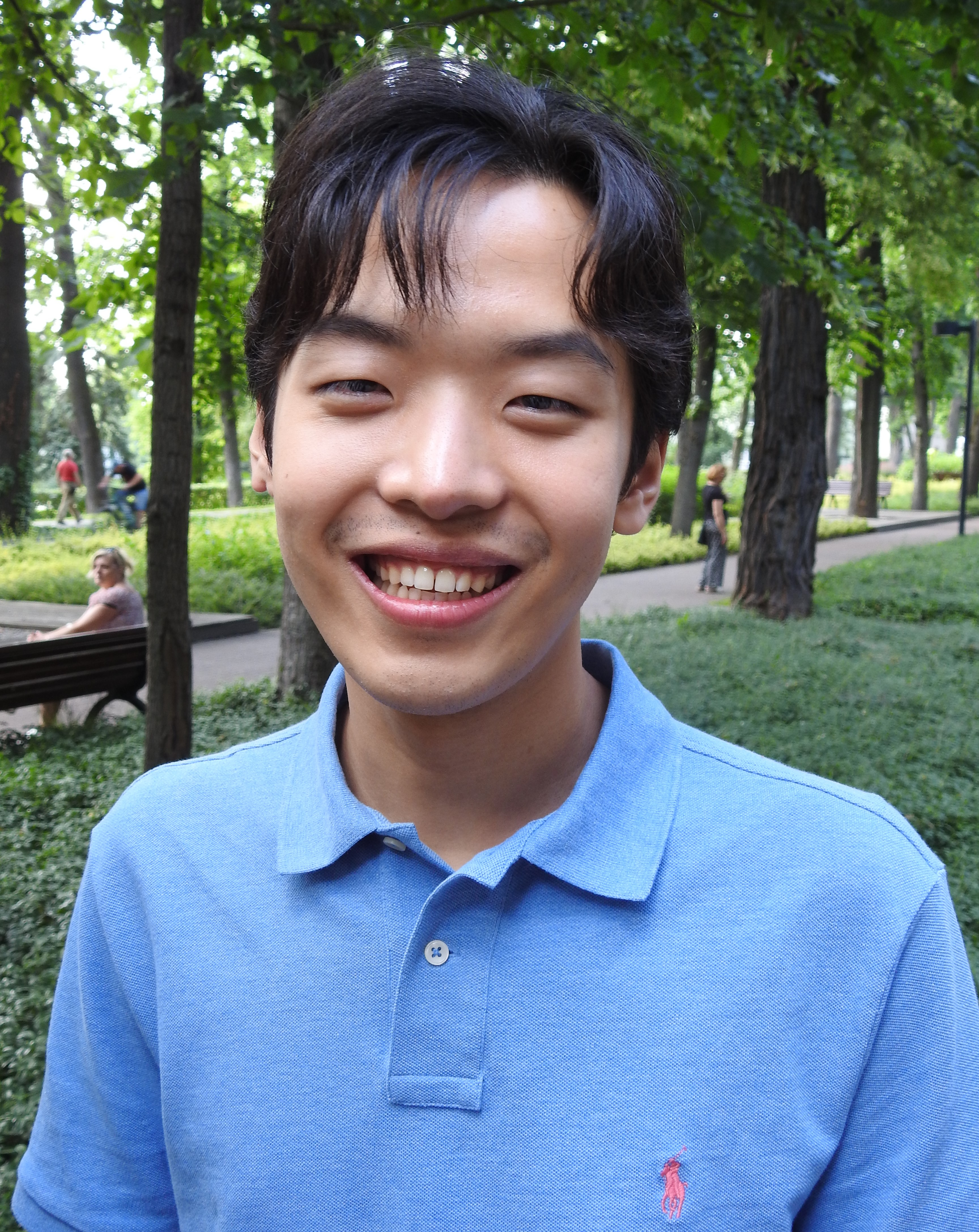
Hyuk Lee (Busko-Zdrój, 2023)

Hyuk Lee (ur. 4 stycznia 2000 w Seulu) – południowokoreański pianista. Zwycięzca X Międzynarodowego Konkursu Pianistycznego im. Ignacego Jana Paderewskiego w Bydgoszczy, VIII Międzynarodowego Konkursu Chopinowskiego dla Młodych Pianistów w Moskwie oraz Międzynarodowego Konkursu im. Marguerite Long i Jacques’a Thibaud w Paryżu.
Studiował w Konserwatorium im. Piotra Czajkowskiego  w Moskwie u prof. Władimira Owczynnikowa, a w 2023 ukończył École normale de musique w Paryżu. Naukę gry na fortepianie rozpoczął w wieku trzech lat. Zdobył nagrodę główną na konkursie Mały Mozart w Seulu w 2009. Był stypendystą fundacji Doosan Yeongang, która zajmuje się wspieraniem kultury i sztuki w Korei.
W 2012 wystąpił na VIII Międzynarodowym Konkursie Chopinowskim dla Młodych Pianistów w Moskwie, gdzie został najmłodszym laureatem nagrody głównej oraz zdobywcą nagrody za najlepsze wykonanie koncertu z orkiestrą. Jest też laureatem I nagrody na Konkursie Pianistycznym im. I. J. Paderewskiego w Bydgoszczy w 2016 oraz III nagrody na Konkursie Pianistycznym w Hamamatsu w Japonii w 2018. W 2021 został finalistą  XVIII Międzynarodowego Konkursu Pianistycznego im. Fryderyka Chopina w Warszawie. W 2022 zdobył I nagrodę na najbardziej prestiżowym Międzynarodowym Konkursie im. Marguerite Long i Jacques’a Thibaud w Paryżu. W 2023 wystąpił na XXIX Międzynarodowym Festiwalu Muzycznym im. Krystyny Jamroz w Busku-Zdroju, zagrał koncert na dwa fortepiany wspólnie z francuskim pianistą Markiem Laforêtem.